# Lycostommyia trichotus
Lycostommyia trichotus là một loài ruồi trong họ Asilidae. Lycostommyia trichotus được Londt miêu tả năm 1992. Loài này phân bố ở vùng nhiệt đới châu Phi.